# Temporada 1972-73 de los Baltimore Bullets
La temporada 1972-73 fue la duodécima de los Baltimore Bullets en la NBA, y la novena en su localización de Baltimore, Maryland. La temporada regular acabó con 52 victorias y 30 derrotas, ocupando el segundo puesto de la Conferencia Este, alcanzando los playoffs, en los que cayeron en las Semifinales de Conferencia ante New York Knicks.

## Elecciones en elDraft
| Ronda | Puesto | Jugador       | Posición  | Nacionalidad   | Universidad       |
| ----- | ------ | ------------- | --------- | -------------- | ----------------- |
| 2     | 25     | Tom Patterson | Ala-Pívot | Estados Unidos | Ouachita Baptist* |
| 3     | 39     | Kevin Porter  | Base      | Estados Unidos | St. Francis (PA)  |

## Temporada regular
| División Central    | División Central | División Central | División Central | División Central | División Central | División Central | División Central | División Central |
| Equipo              | G                | P                | %                | PD               | Casa             | Fuera            | Neutral          | Div              |
| ------------------- | ---------------- | ---------------- | ---------------- | ---------------- | ---------------- | ---------------- | ---------------- | ---------------- |
| y-Baltimore Bullets | 52               | 30               | .634             | –                | 24–9             | 21–17            | 7–4              | 17–5             |
| x-Atlanta Hawks     | 46               | 36               | .561             | 6                | 28–13            | 17–23            | 1–0              | 10–12            |
| Houston Rockets     | 33               | 49               | .402             | 19               | 14–14            | 10–28            | 9–7              | 9–13             |
| Cleveland Cavaliers | 32               | 50               | .390             | 20               | 20–21            | 10–27            | 2–2              | 8–14             |

## Playoffs

### Semifinales de Conferencia
Baltimore Bullets vs. New York Knicks 
| Fecha       | Partido                                    | Ciudad     |
| ----------- | ------------------------------------------ | ---------- |
| 30 de marzo | New York Knicks 95, Baltimore Bullets 83   | Nueva York |
| 1 de abril  | New York Knicks 123, Baltimore Bullets 103 | Nueva York |
| 4 de abril  | Baltimore Bullets 96, New York Knicks 103  | Baltimore  |
| 6 de abril  | Baltimore Bullets 97, New York Knicks 89   | Baltimore  |
| 8 de abril  | New York Knicks 109, Baltimore Bullets 99  | Nueva York |
|             | New York Knicks gana las series 4-1        |            |

## Estadísticas
| Rk | Jugador         | Edad | P  | PT | MP   | TC  | TCI  | %TC  | TL  | TLI | %TL  | RB   | AS  | FP  | PTS  |
| -- | --------------- | ---- | -- | -- | ---- | --- | ---- | ---- | --- | --- | ---- | ---- | --- | --- | ---- |
| 1  | Mike Riordan    | 27   | 82 |    | 42.3 | 8.0 | 15.6 | .510 | 2.2 | 2.7 | .821 | 4.9  | 5.2 | 2.6 | 18.1 |
| 2  | Elvin Hayes     | 27   | 81 |    | 41.3 | 8.8 | 19.8 | .444 | 3.6 | 5.4 | .671 | 14.5 | 1.6 | 2.9 | 21.2 |
| 3  | Phil Chenier    | 22   | 71 |    | 39.1 | 8.5 | 18.8 | .452 | 2.7 | 3.4 | .795 | 4.1  | 4.2 | 2.3 | 19.7 |
| 4  | Wes Unseld      | 26   | 79 |    | 39.1 | 5.3 | 10.8 | .493 | 1.9 | 2.7 | .703 | 15.9 | 4.4 | 2.1 | 12.5 |
| 5  | Archie Clark    | 31   | 39 |    | 37.9 | 7.7 | 15.3 | .507 | 2.8 | 3.5 | .810 | 3.3  | 7.1 | 2.8 | 18.3 |
| 6  | Mike Davis      | 26   | 13 |    | 21.8 | 3.8 | 9.1  | .424 | 1.8 | 1.9 | .920 | 2.7  | 1.5 | 3.5 | 9.5  |
| 7  | Rich Rinaldi    | 23   | 33 |    | 19.6 | 3.5 | 8.6  | .408 | 1.5 | 1.9 | .750 | 2.1  | 1.5 | 1.2 | 8.5  |
| 8  | Kevin Porter    | 22   | 71 |    | 17.1 | 2.9 | 6.4  | .455 | 0.9 | 1.4 | .614 | 1.0  | 3.3 | 2.9 | 6.6  |
| 9  | Dave Stallworth | 31   | 73 |    | 16.7 | 2.5 | 6.0  | .414 | 1.1 | 1.4 | .772 | 3.2  | 1.5 | 1.9 | 6.0  |
| 10 | Flynn Robinson  | 31   | 38 |    | 15.3 | 3.1 | 6.8  | .458 | 0.7 | 0.8 | .839 | 1.4  | 2.0 | 1.6 | 6.9  |
| 11 | Stan Love       | 23   | 72 |    | 13.8 | 2.6 | 6.1  | .436 | 1.1 | 1.4 | .790 | 4.2  | 0.6 | 2.4 | 6.4  |
| 12 | John Tresvant   | 33   | 55 |    | 9.8  | 1.5 | 3.3  | .467 | 0.7 | 1.1 | .695 | 2.8  | 0.6 | 1.8 | 3.8  |
| 13 | Terry Driscoll  | 25   | 1  |    | 5.0  | 0.0 | 1.0  | .000 | 0.0 | 0.0 |      | 3.0  | 0.0 | 1.0 | 0.0  |
| 14 | Tom Patterson   | 24   | 23 |    | 4.0  | 0.9 | 2.1  | .429 | 0.6 | 0.7 | .813 | 1.0  | 0.1 | 0.8 | 2.4  |

## Galardones y récords
| Jugador      | Galardón                               |
| Elvin Hayes  | 2.º Mejor quinteto de la NBA All-Star  |
| Mike Riordan | 2.º Mejor quinteto defensivo de la NBA |
| Wes Unseld   | All-Star                               |